# جون هيلتون (لاعب كريكت)
جون هيلتون (بالإنجليزية: John Hilton)‏ (19 أبريل 1838 في المملكة المتحدة - 8 مايو 1910 في المملكة المتحدة) هو لاعب كريكت بريطاني (وحمل سابقاً جنسية المملكة المتحدة لبريطانيا العظمى وأيرلندا). لعب مع نادي مقاطعة نوتنغهامشير للكريكت ‏.

## وصلات خارجية
- جون هيلتون (لاعب كريكت) على موقع إي آس بي آن كريك إنفو (الإنجليزية)